# Ural-6361
El camión Ural-6361 es el primer modelo de producción en serie resultante de entre la alianza UralAZ e Iveco, que usa gran cantidad de partes del Trakker, pero que incorpora una motorización hecha localmente de la referencia YaMZ-239, con mayor fuerza tractora y mejor radio de alcance.

## Historia
Los camiones Ural siempre se han consagrado con la fama de ser fiables y muy económicos, pero; tras la caída del muro de Berlín, mucho de lo que Rusia tenía en su mercado interno, que antes le demandaba productos fiables, ahora se cambió a un mercado en donde el lujo y las altas prestaciones a nivel automotríz eran la norma desde ese cambio tan rápido.
En la planta UralAZ esos cambios no pasarían desapercibidos. Sus camiones eran del gusto de los militares, más no del público civil; ya que por ser de origen para un mercado militar, sus terminados eran muy toscos y burdos en extremo, siendo dejados de lado por las enormes y mejor diseñadas máquinas europeas y sus más refinados motores, que trajeron algo que durante la época comunista nunca se tuvo en cuenta: un vehículo amigo del medio ambiente y de altas prestaciones.
Aunque lo último en los camiones Ural era algo ya establecido, se dieron cuenta de que sus motores, transmisiones eran ya obsolescentes; y en un acuerdo de joint-venture con el fabricante de camiones italiano Iveco se hace cesión de tecnologías cruciales para sostener la producción de y para los componentes de la línea de camiones.
Con dicho acuerdo se logra que el primer modelo que use dichas tecnologías sea un derivado del camión Trakker, pero hecho localmente y una motorización de origen local, denominada "YaMZ-239", a la que se acoplarían varios elementos hechos bajo licencia del productor italiano.

## Características técnicas

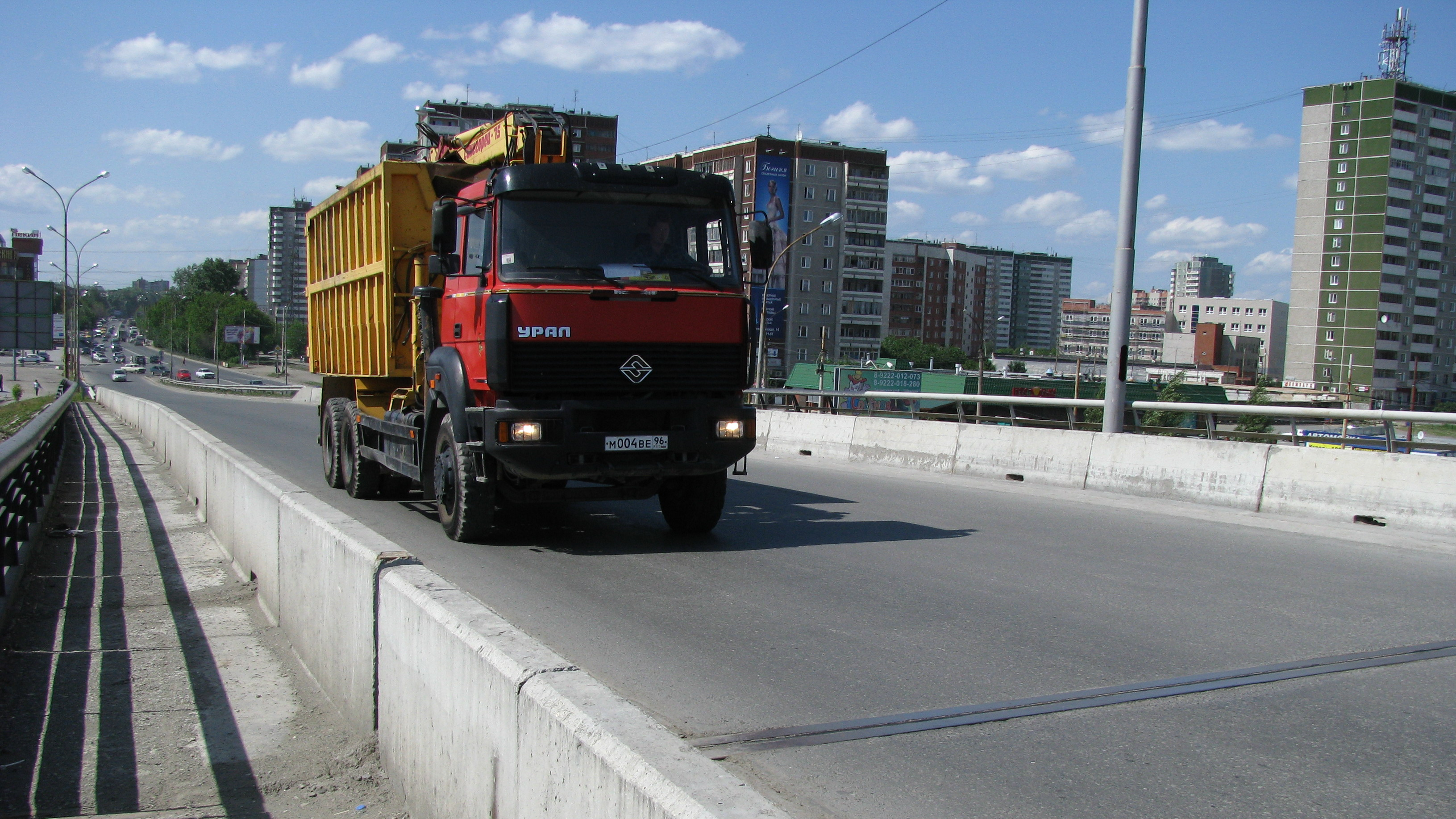
Un Ural-6365 por las autopistas de Yekaterinenburgo, Rusia.

Su capacidad de carga máxima son del orden de entre las 29,4 toneladas (versión 6x4 planchón), hasta las 45,6 toneladas (versión tracto-cabezote 6x4).
El chasis está diseñado para la instalación de equipos de fabricación especial; como equipos de uso militar, e incluso instalación de carrocerías de uso civil especial; como son grúas, planchones de transporte de maquinaria, así como para la carga de mercancías y contenedores con mercadería, así como los tráliers de cargue corriente y en uso actualmente.
Este puede operar en carreteras de uso mixto con o sin cubierta asfaltada (de categorías I-IV para Europa), y su temperatura de operación es la de entre -45 °C a +40 °C, siendo apto para casi cualquier clase de clima que se encuentre en la superficie continental tanto de la tundra rusa como de la europea para las que fue diseñado.

### Especificaciones (Ural-6361.01)[5]
Generales
- Peso de funcionamiento: 20 350 kilogramos (44 864 lb)
- Potencia de funcionamiento: 176 kilovatios (236 HP)
- Capacidad de tiro mínima: 11 500 kilogramos (25 353 lb)
- Peso en vacío: -
- Velocidad máxima: 80 kilómetros (50 mi)/h

Dimensiones
- Batalla: 8820 milímetros (29 pies)
- Ancho: 2500 milímetros (8 pies) a 3150 milímetros (10 pies)
- Altura: 3098 milímetros (10 pies)

Motorización
- Modelo del motor: KamAZ-740,11-240[6]
Motor 'YaMZ-239[1]